# Onthophagus hemicyanus
Onthophagus hemicyanus là một loài bọ cánh cứng trong họ Bọ hung (Scarabaeidae).